# Ештремош
Ештремо́ш (порт. Estremoz; МФА: [ʃ.tɾɨ.ˈmoʃ]) — муніципалітет і місто в Португалії, в окрузі Евора. Розташований у південно-східній частині країни, на теренах історичної португальської провінції Алентежу. Належить до Еворської діоцезії Католицької церкви в Португалії. Права міського самоврядування має з 1258 року. Поділяється на 9 парафій. За адміністративним поділом, чинним до 1976 року, був складовою провінції Верхнє Алентежу. Площа муніципалітету — 513,80 км², населення муніципалітету — 14318 ос. (2011); густота населення — 27,87 осіб/км²
. Патрон — Діва Марія. Святковий день муніципалітету — 1-й четвер після Вознесіння. Поштовий індекс — 7100.  Код місцевої адміністративної одиниці — 0704. Складова статистичного регіону Алентежу.

## Назва
- Ештремош (порт. Estremoz, стара орфографія: порт. Extremoz)

## Географія
Ештремош розташований на сході Португалії, на півночі округу Евора.
Ештремош межує на півночі з муніципалітетами Созел і Фронтейра, на північному сході — з муніципалітетом Монфорте, на південному сході — з муніципалітетом Борба, на півдні — з муніципалітетом Редонду, на заході — з муніципалітетами Евора і Аррайолуш.

## Історія
1258 року португальський король Афонсу III надав Ештремошу форал, яким визнав за поселенням статус містечка та муніципальні самоврядні права.

## Населення
| Кількість мешканців | Кількість мешканців | Кількість мешканців | Кількість мешканців | Кількість мешканців | Кількість мешканців | Кількість мешканців | Кількість мешканців | Кількість мешканців | Кількість мешканців | Кількість мешканців | Кількість мешканців | Кількість мешканців | Кількість мешканців | Кількість мешканців |
| ------------------- | ------------------- | ------------------- | ------------------- | ------------------- | ------------------- | ------------------- | ------------------- | ------------------- | ------------------- | ------------------- | ------------------- | ------------------- | ------------------- | ------------------- |
| 1864                | 1878                | 1890                | 1900                | 1911                | 1920                | 1930                | 1940                | 1950                | 1960                | 1970                | 1981                | 1991                | 2001                | 2011                |
| 13 310              | 14 675              | 15 151              | 16 238              | 18 142              | 19 190              | 20 550              | 23 372              | 24 488              | 23 201              | 19 222              | 18 073              | 15 461              | 15 672              | 14 318              |